# 帕斯科大区
帕斯科大區（西班牙語：Departamento de Pasco）是秘魯中部的一個大區。面積25,319.59平方公里，2007年人口266,764人。首府塞羅德帕斯科。
1874年12月1日建區。下分3省28區。